# Stift Meschede

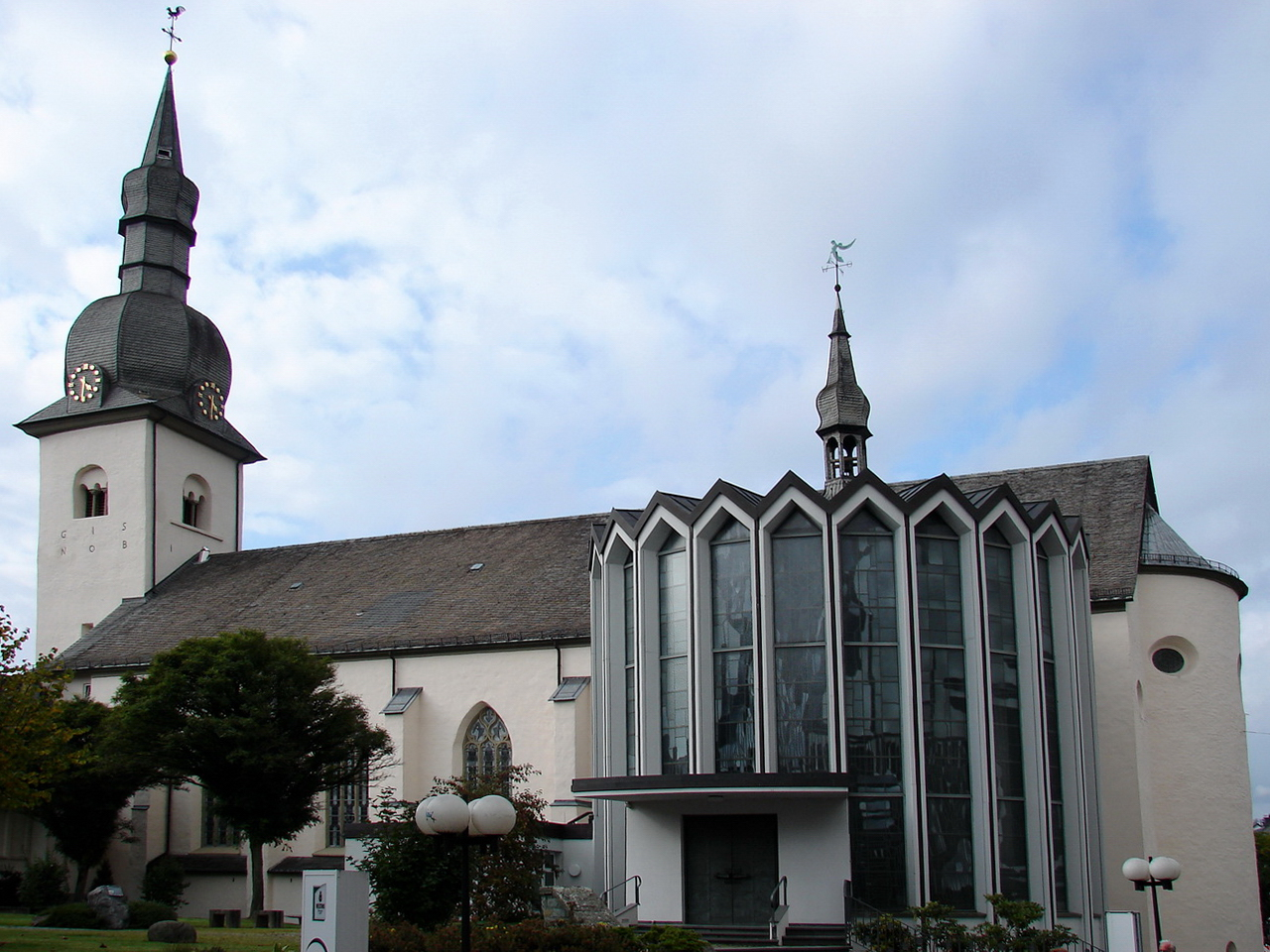
Pfarrkirche St. Walburga, ehem. Stiftskirche

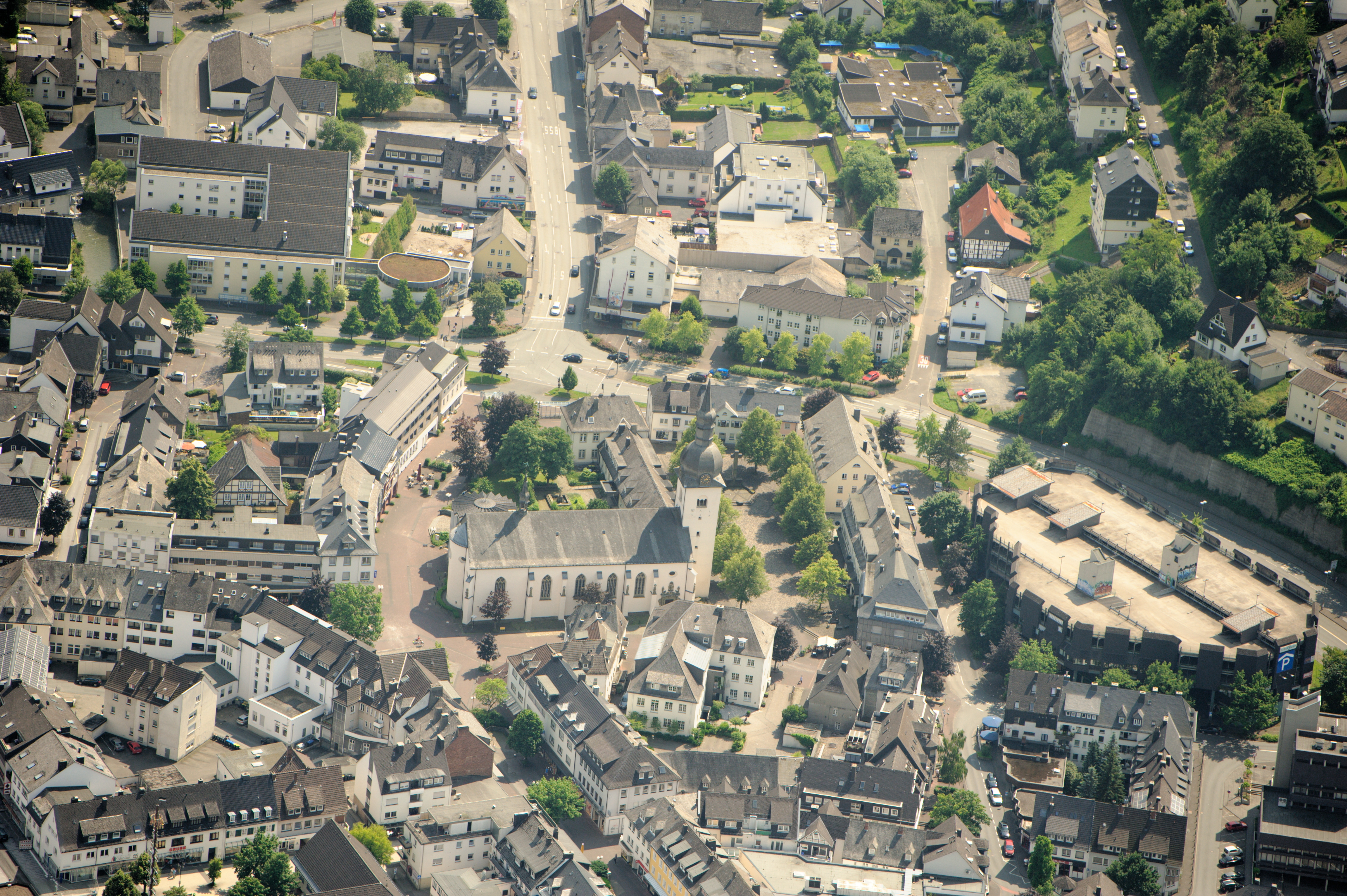
Luftbild der Stiftskirche

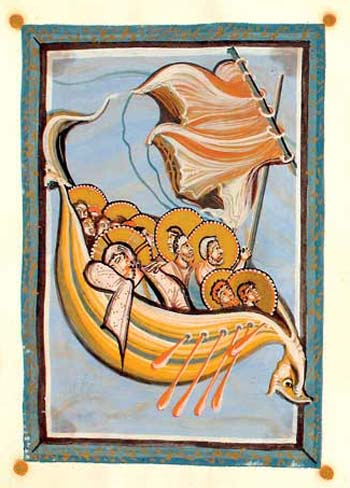
Sturm auf dem Meer; Motiv aus dem Hitda-Codex

Das Stift Meschede in Meschede im Sauerland wurde in karolingischer Zeit als Damenstift gegründet. Im 14. Jahrhundert wurde es in einen Konvent männlicher Kanoniker umgewandelt. In dieser Form bestand es bis zur Säkularisation 1803/05. Seither wird die Stiftskirche als Pfarrkirche genutzt.

## Geschichte

### Die Zeit als adeliges Damenstift
Das genaue Gründungsjahr ist unbekannt. Klar ist nur, dass die Anfänge im 9. Jahrhundert liegen. Vermutet wird eine Gründung zwischen 804 und 860. Damit ist es das zweitälteste Frauenkloster in Westfalen. Als Gründerin des Stifts gilt Emhildis, die vermutlich aus der Ricdagsippe stammte, aus der die Familie der späteren Grafen von Werl hervorging. Urkundlich erwähnt wird ihr Name allerdings erst im 12. Jahrhundert. Sicher ist, dass das Stift eng mit der Familie der Grafen von Werl und später von Arnsberg verbunden war. Sie waren wohl die eigentlichen Stifter. Die Äbtissin kam meistens aus dieser Familie und die Grafen waren bis zu ihrem Aussterben 1368 die Erbvögte des Klosters. Aus der Familie stammten nach 1310 auch einige Pröpste des späteren Kanonikerstifts.

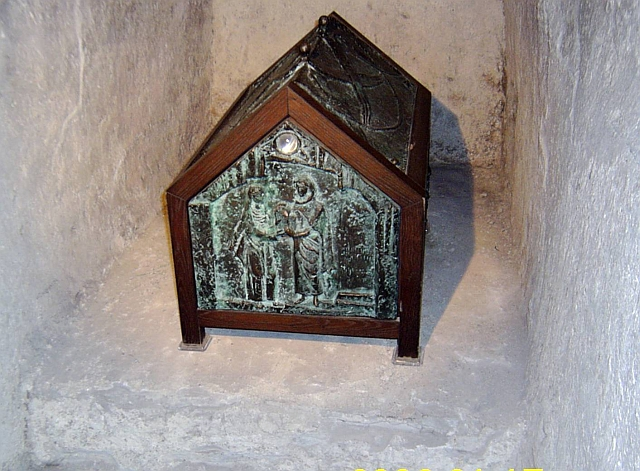
Walburgaschrein in der St.-Walburga-Kirche

Die erste sichere Erwähnung des Klosters stammt erst von 913. In einer Urkunde bestätigt Konrad I. den Bewohnerinnen des Klosters frühere Privilegien. Dazu gehören die Immunitätsrechte und die freie Wahl der Äbtissin. Für die Bedeutung der Gemeinschaft sprechen verschiedene Schenkungen hoher Adeliger bis hin zu den ottonischen Kaisern. So gewährte König Otto I. dem Stift Zoll- und Marktrechte. Kaiser Otto III. schenkte dem Kloster den Haupthof in Stockhausen, zu dem etwa 20 weitere Hofstellen gehörten. Diese und ähnliche Schenkungen sowie das Vermögen der Stiftsdamen, das nach deren Tod an die Gemeinschaft fiel, führten dazu, dass das Stift Meschede einen beträchtlichen Grundbesitz und Reichtum ansammelte. Insgesamt hatte 40 curtes mit 300–400 Höfen unterschiedlicher Größe, davon allein 200 im oberen Sauerland. Die Besitzungen reichten im Norden bis Lippstadt und Soest, im Westen bis Lüdenscheid und Iserlohn. Im Süden reichten sie bis Attendorn und im Osten bis Brilon und Winterberg.
Am Rhein besaß das Stift zur Versorgung mit Wein schon recht früh die Villikation Limperich mit Besitzungen in Vilich, Rheindorf und Beuel. Im Jahr 1412 wurde der Besitz im Tausch für Güter in und bei Geseke an die Abtei Siegburg übergeben. Daneben verfügte das Stift seit Beginn über mehrere Salzhäuser, Anteile und Salzgerechtigkeiten in Westernkotten und Sassendorf.
Ein Zeichen für den Wohlstand war, dass Äbtissin Hitda dem Stift um das Jahr 1000 ein kostbares Evangelienbuch, den heute nach ihr benannten Hitda-Codex, schenken konnte. Für die Bedeutung des Stifts spricht auch, dass die Kölner Erzbischöfe ihm mehrere Pfarreien mit deren Besitz und Einkünften unterstellten, so 1042 Calle. Auch das Dekanat Engern (das später in die Dekanate Meschede und Wormbach unterteilt wurde) unterstand seit 1070 der Mescheder Äbtissin. Im Stift lebten neben der Äbtissin etwa 20 Damen. Während die Vorsteherin meist aus dem höheren Adel stammte, kamen die Damen meist aus dem Landadel.
Das Kloster war anfangs Maria geweiht und wurde später ein Zentrum der Verehrung der heiligen Walburga, deren Reliquien durch die Vermittlung König Konrads I. zwischen 911 und 918 nach Meschede gelangten.
Die anfänglich starke Stellung der Äbtissin wurde im Lauf der Jahrhunderte zu Gunsten der Stiftsdamen etwas eingeschränkt. So wurde im 12. Jahrhundert bei der Güterverwaltung ein Konsens zwischen Äbtissin und Konvent üblich. Abgesehen von der Rolle bei der Christianisierung in den ersten Jahrhunderten des Bestehens spielte das Stift eine wichtige Rolle für Kultur und Bildung. Es gab eine Schule für Jungen, insbesondere für solche, die in den geistlichen Stand eintreten wollten, und eine Urkunde von 1177 deutet auch eine schulische Ausbildung für Mädchen an. Für die Seelsorge gab es einen eigenen Konvent von zehn Kanonikern.
In den folgenden Jahrhunderten verlor das Stift allerdings durch einen wirtschaftlichen Niedergang an Bedeutung. Als problematisch erwiesen sich der weit verstreute Besitz und die allmähliche Ablösung der Naturalabgaben durch Geldleistungen. Da diese nicht der Teuerung angepasst werden konnten, sank de facto das Einkommen des Stifts. Hinzu kam, dass im Lauf der Zeit die abhängigen Bauern sich als Besitzer betrachteten und die Zahlung einstellten. Es gab auch Kritik an Verweltlichung der Stiftsdamen.

### Das Kanonikerstift

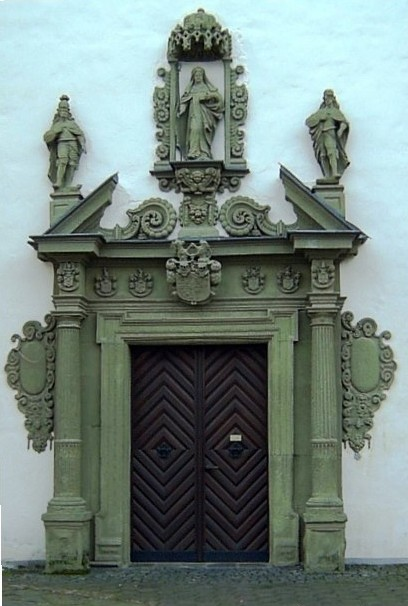
Nordportal der St.-Walburga-Kirche

Auf Anordnung von Erzbischof Heinrich II. von Köln wurde nach dem Tod der Äbtissin Agnes von Arnsberg 1310 das Damenstift in ein Stift für männliche Kanoniker umgewandelt. Zur Gemeinschaft gehörten etwa 15 Mitglieder. Von ihnen sollten möglichst 7 Priester sein, hinzu kamen 4 Diakone und die übrigen waren Subdiakone.
Diese standen unter der Leitung eines Propstes, der im Wesentlichen die Rechte der ehemaligen Äbtissin hatte. Erster Propst war Johannes von Arnsberg. Die Kanoniker waren keine Mönche, sondern eine Gemeinschaft von Weltpriestern, die verschiedene Aufgaben haben konnten und die gemeinsamen Einkünfte unter sich aufteilten. Da die anfänglichen Einkünfte nicht ausreichten, wurden 1319 die Pfarrstellen in Hellefeld, Calle, Remblinghausen und Eslohe mit ihren Einkünften inkorporiert.
Nach dem Neuanfang verlor im Stift allmählich der hohe Adel an Bedeutung. Neben Mitglieder aus niederem Adel traten zunehmend Bürgerliche. Die Kanoniker lebten nicht in einer klosterähnlichen Gemeinschaft, sondern hatten in der Nähe des Stifts eigene Wohnhäuser, die sich durch ihre Bauweise aus Stein von den Fachwerkhäusern der Stadtbewohner abhoben. Zum Teil verfügten die Angehörigen des Stifts noch über weitere kirchliche Ämter und Pfründen etwa als Domherren. Allerdings verhinderte eine Residenzpflicht die Vernachlässigung der Stelle in Meschede. Ihre Aufgabe war vor allem der Dienst als Pfarrer in den Kirchen der Umgebung und Lehrer an der Stiftsschule.
Über deren Entwicklung ist nur wenig bekannt, sie hatte aber als Gelehrtenschule einen durchaus guten Ruf. Für ihre Bedeutung spricht die relativ hohe Zahl von Studenten aus Meschede an den Universitäten in Erfurt und Köln. In Meschede wirkte als Scholaster auch Franco von Meschede, der verschiedene geistliche Dichtungen in lateinischer Sprache verfasste. Aus der Übergangszeit zwischen Damenstift und Kanonikerstift stammt eine Handschrift (Codex Guelf. 58.4 Aug. 8°), die vermutlich aus dem Umfeld des Stiftes Meschede stammt und Übersetzungen religiöser Texte in das Niederdeutsche enthält.
Seit dem 17. Jahrhundert ging die Bedeutung des Stifts zurück. Dazu trugen Teuerungen und Kriege bei, so wurden Stift und Gemeinde Meschede zwischen 1568 und 1606 mehrfach geplündert. Negative Einflüsse hatten auch der Dreißigjährige Krieg, der Siebenjährige Krieg und schließlich die Koalitionskriege. Hinzu kam, dass seit dem 17. Jahrhundert trotz Residenzpflicht die Pröpste (wie etwa Johann Gottfried von Fürstenberg) durch andere Ämter etwa als Domherren beansprucht waren und ihre Aufgaben in Meschede vernachlässigten. In der Folge wurde die Schule geschlossen.
Das Stift bestand bis zur Aufhebung im Jahr 1805. In der Folge wurde der Besitz säkularisiert und auch zahlreiche Kunstwerke wie der Hitda-Codex weggeführt.

## Klosterkirche

### Baugeschichte
In der ersten Zeit des Bestehens hatte das Stift vermutlich noch keine eigene Kirche, sondern nur ein kleines Oratorium. Eine erste Kirche entstand noch in vorromanischer Zeit um 900. Baugeschichtliche und archäologische Untersuchungen ergaben einen Entstehungszeitraum zwischen 897 und 913. Aus dieser Zeit stammen seitliche tonnengewölbte Stollen in der Krypta und quadratische Eckräume. Aus romanischer Zeit (Weihe zwischen 1169 und 1191) stammt ein halbkreisförmiger Mittelbau der Krypta. Ein Neubau auf den Fundamenten des vorromanischen Vorgängerbaus entstand erst in den Jahren 1663 und 1664. Es handelt sich um eine Hallenkirche, die im Zeitalter des Barock auf gotische Stilelemente zurückgriff (Nachgotik).
Im Zweiten Weltkrieg wurden bei einem Luftangriff am 19. Februar 1945 das Dach des Langhauses und der Glockenturm der Kirche schwer beschädigt. Einen geplanten Wiederaufbau der Kirche an einem anderen Ort konnte der damalige Pfarrer verhindern, so dass es in den Jahren 1947 bis 1954 zur Instandsetzung der Kirche kam.

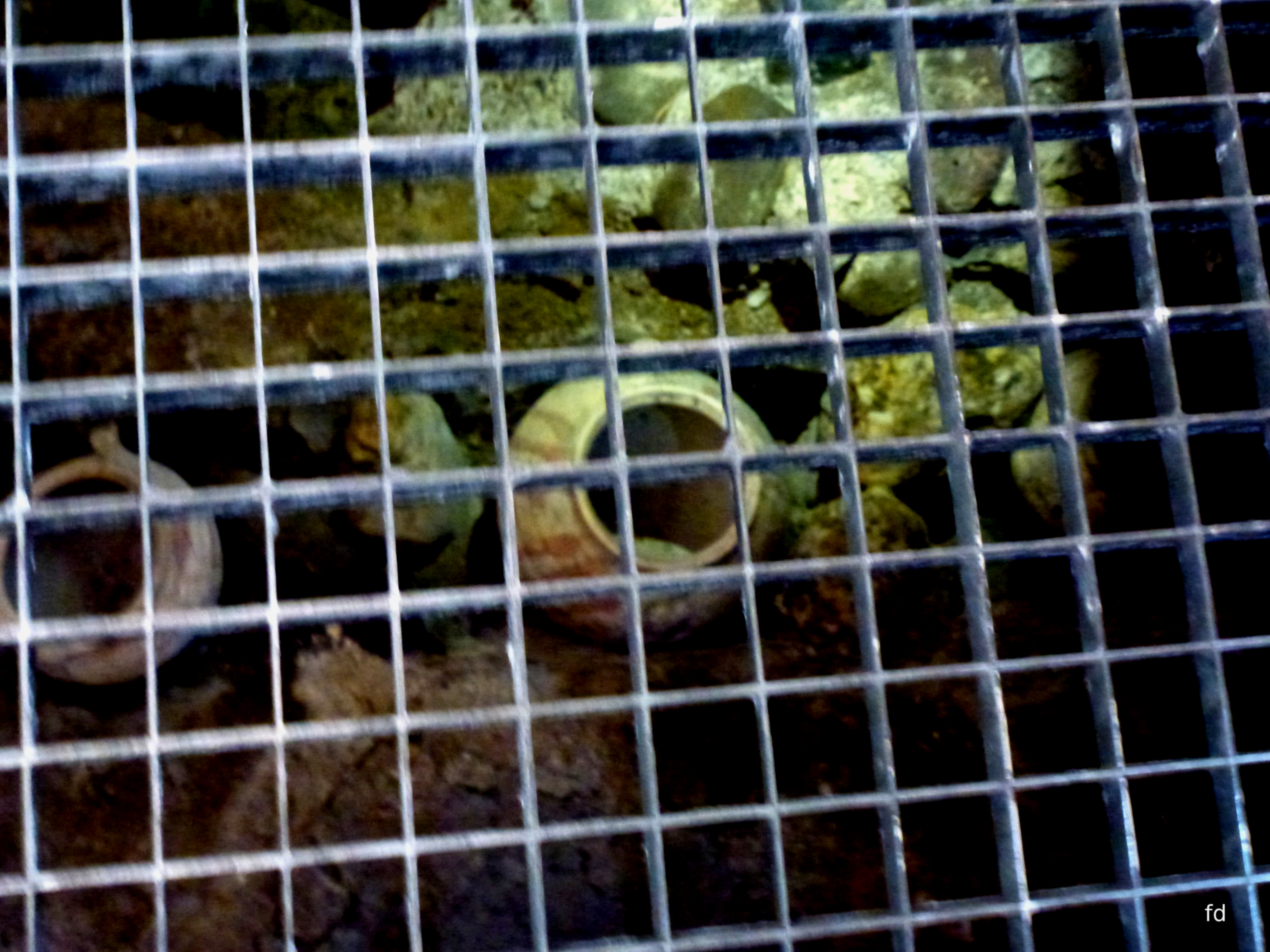
Schalltöpfe im Boden

1965 wurde bei Renovierungsarbeiten ein leeres Kultgrab aus dem 12. Jahrhundert im Bereich des Altars der ersten Kirche entdeckt. Das Grab enthielt sehr wahrscheinlich Reliquien der heiligen Walburga. Man geht davon aus, dass diese mit dem Schrein im Dreißigjährigen Krieg abhandenkamen. Seit 1980 befindet sich in der Grabkammer ein Bronze-Schrein der Künstlerin Anne Wagner. In dem Schrein werden aus Eichstätt gespendete Reliquien der Heiligen aufbewahrt. In unmittelbarer Nähe des Grabes werden ferner Reliquiare des heiligen Liborius, der heiligen Edith Stein, des seligen Marcel Callo und von Heiligen der Urkirche aufbewahrt. Zudem machten Archäologen eine sensationelle Entdeckung. Im Fußboden und in den Wänden wurden 120 Tongefäße entdeckt. Der Baumeister hatten die Gefäße zwischen 897 und 913 in Wänden und Boden einbauen lassen. Wahrscheinlich hatte der Baumeister die Aufzeichnungen des römischen Architekten Marcus Vitruvius Pollio studiert der über den Einbau von Schallgefäßen die Akustik in Theaterbauten verbessern wollte. Für die Wissenschaft hat dieser Fund einen besonderen Stellenwert in der Mittelalterarchäologie. Man kann durch den Fund die frühmittelalterliche Keramiken besser einordnen.

### Orgel

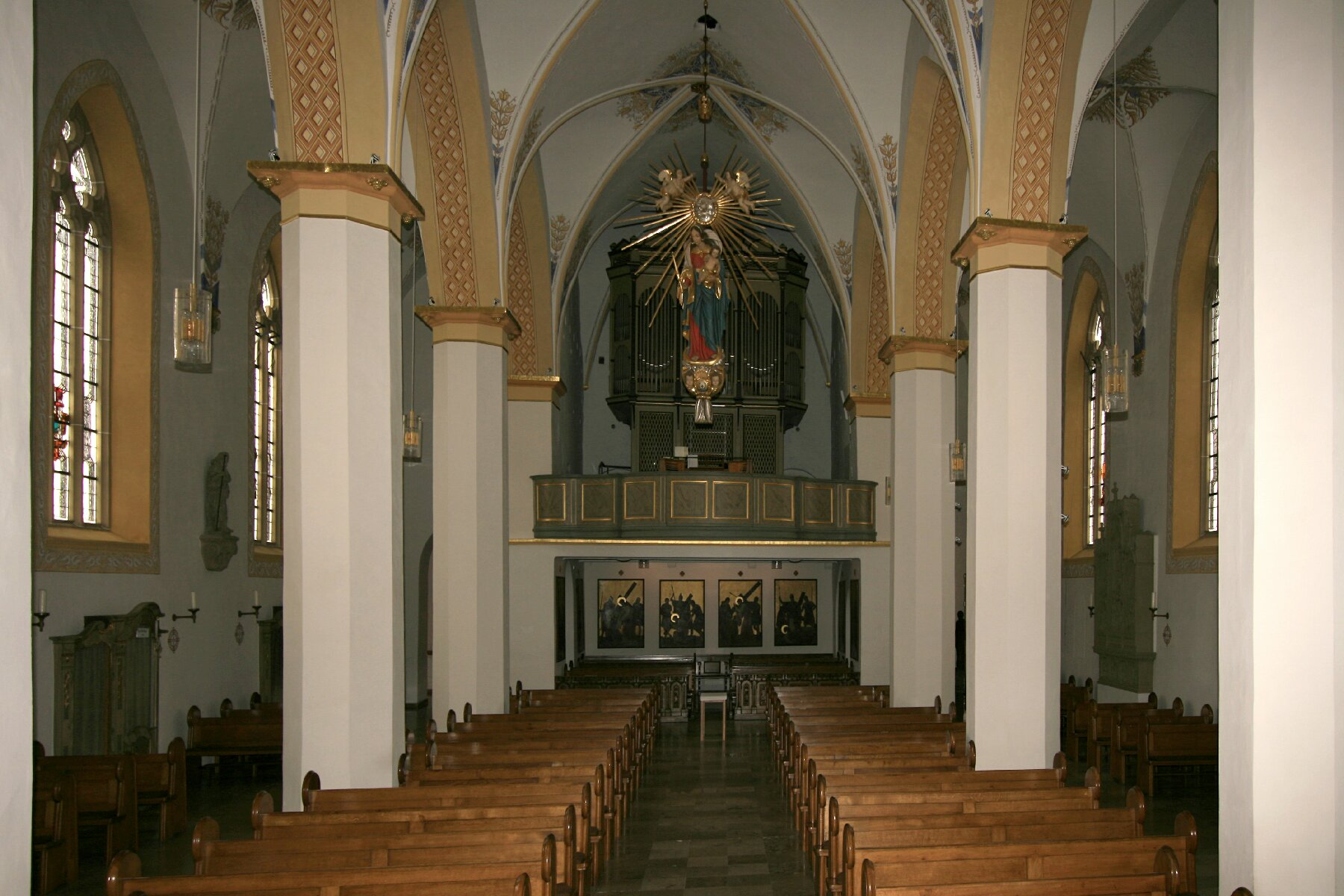
Blick auf die Orgel

Die erste Orgel wurde 1881 von der Eggert Orgelbau-Anstalt (Paderborn) erbaut. Das Instrument wurde nach dem Ersten Weltkrieg durch ein neues Instrument ersetzt, das 1945 durch einen Bombentreffer zerstört wurde. Die heutige Orgel wurde 1982 von der Orgelbaufirma Siegfried Sauer erbaut. Das Schleifladen-Instrument hat 43 Register auf drei Manualen und Pedal. Vom 3. Manual aus ist die Chororgel anspielbar. Die Trakturen sind mechanisch, die Registertrakturen sind elektrisch.
| I Hauptwerk C–g3 |       |
| Prinzipal        | 16′   |
| Prinzipal        | 8′    |
| Rohrflöte        | 8′    |
| Gambe            | 8′    |
| Octave           | 4′    |
| Gedeckt          | 4′    |
| Quinte           | 2 ⁄3′ |
| Prinzipal        | 2′    |
| Cornett III–V    | 8′    |
| Mixtur IV–V      | 2′    |
| Zymbel II        |       |
| Trompete         | 8′    |
| Tremulant        |       |

| II Schwellwerk C–g3 |        |
| Gedeckt             | 8′     |
| Salicional          | 8′     |
| Vox coelestis       | 8′     |
| Prinzipal           | 4′     |
| Traversflöte        | 4′     |
| Blockflöte          | 2′     |
| Terzflöte           | 1 3⁄5′ |
| Larigot             | 1 ⁄3′  |
| Sifflöte            | 1′     |
| Septime             | 4⁄7′   |
| Scharff IV          |        |
| Dulzian             | 16′    |
| Hautbois            | 8′     |
| Clayron             | 4′     |
| Tremulant           |        |

| III Chororgel C–g3 |       |
| Rohrflöte          | 8′    |
| Prinzipal          | 4′    |
| Spitzflöte         | 4′    |
| Waldflöte          | 2′    |
| Quinte             | 1 ⁄3′ |
| Mixtur III–IV      | 1 ⁄3′ |

| Pedalwerk C–f1 |       |
| Prinzipal      | 16′   |
| Subbass        | 16′   |
| Oktavbass      | 8′    |
| Gedecktbass    | 8′    |
| Choralbass     | 4′    |
| Nachthorn      | 4′    |
| Rohrflöte      | 2′    |
| Hintersatz V   | 2 ⁄3′ |
| Fagott         | 16′   |
| Trompete       | 8′    |

| Pedal Chororgel C–f1 |     |
| Subbass              | 16′ |

- Koppeln: II/I, III/I, I/P, II/P, III/P

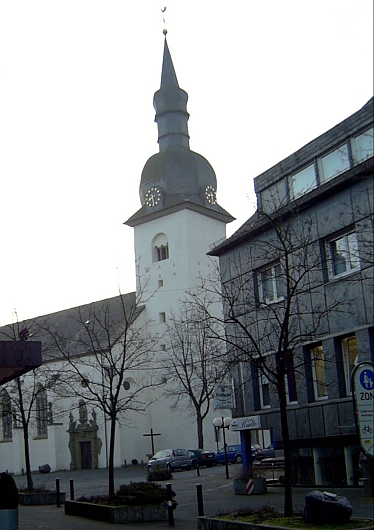
St.-Walburga-Kirche
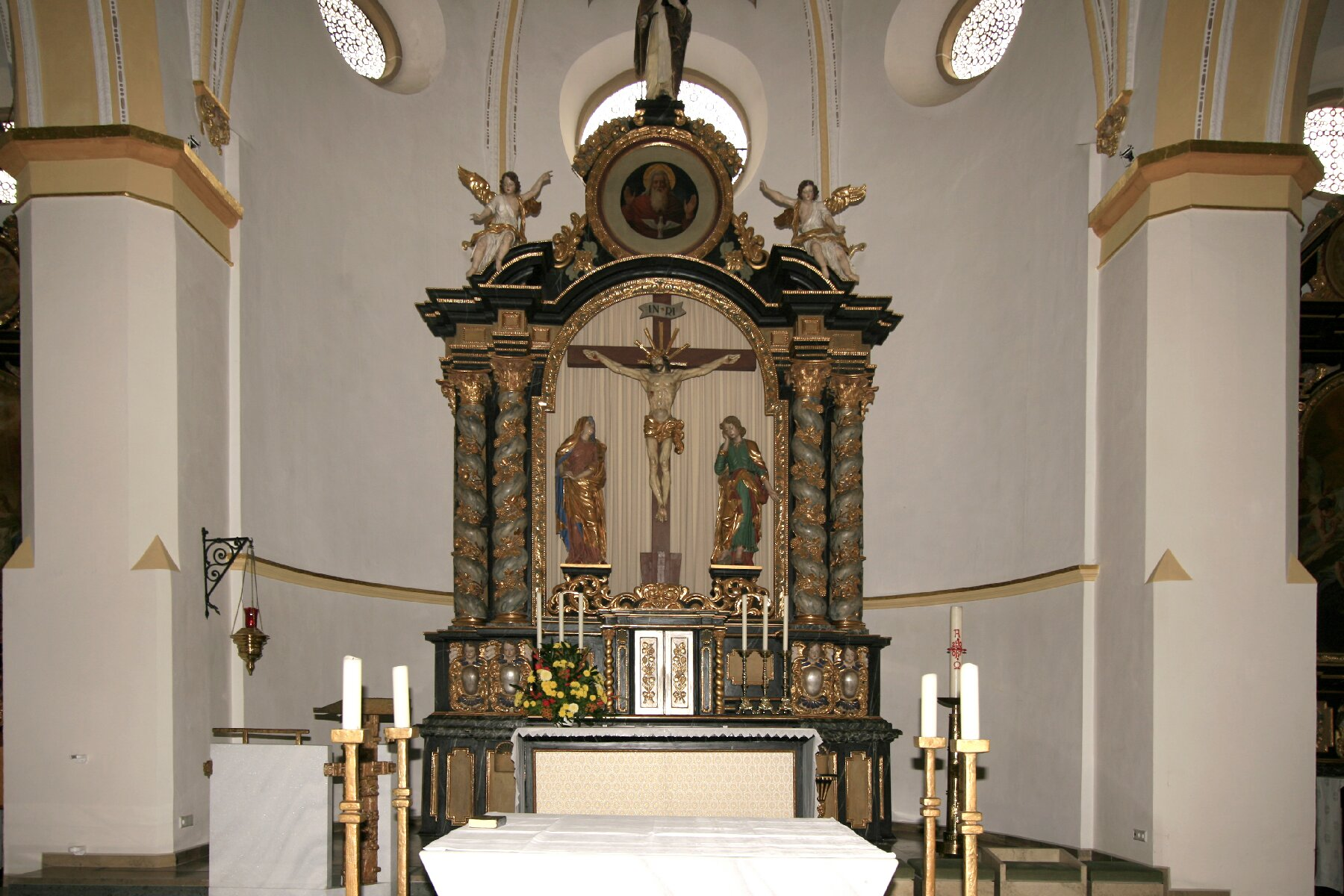
Altar
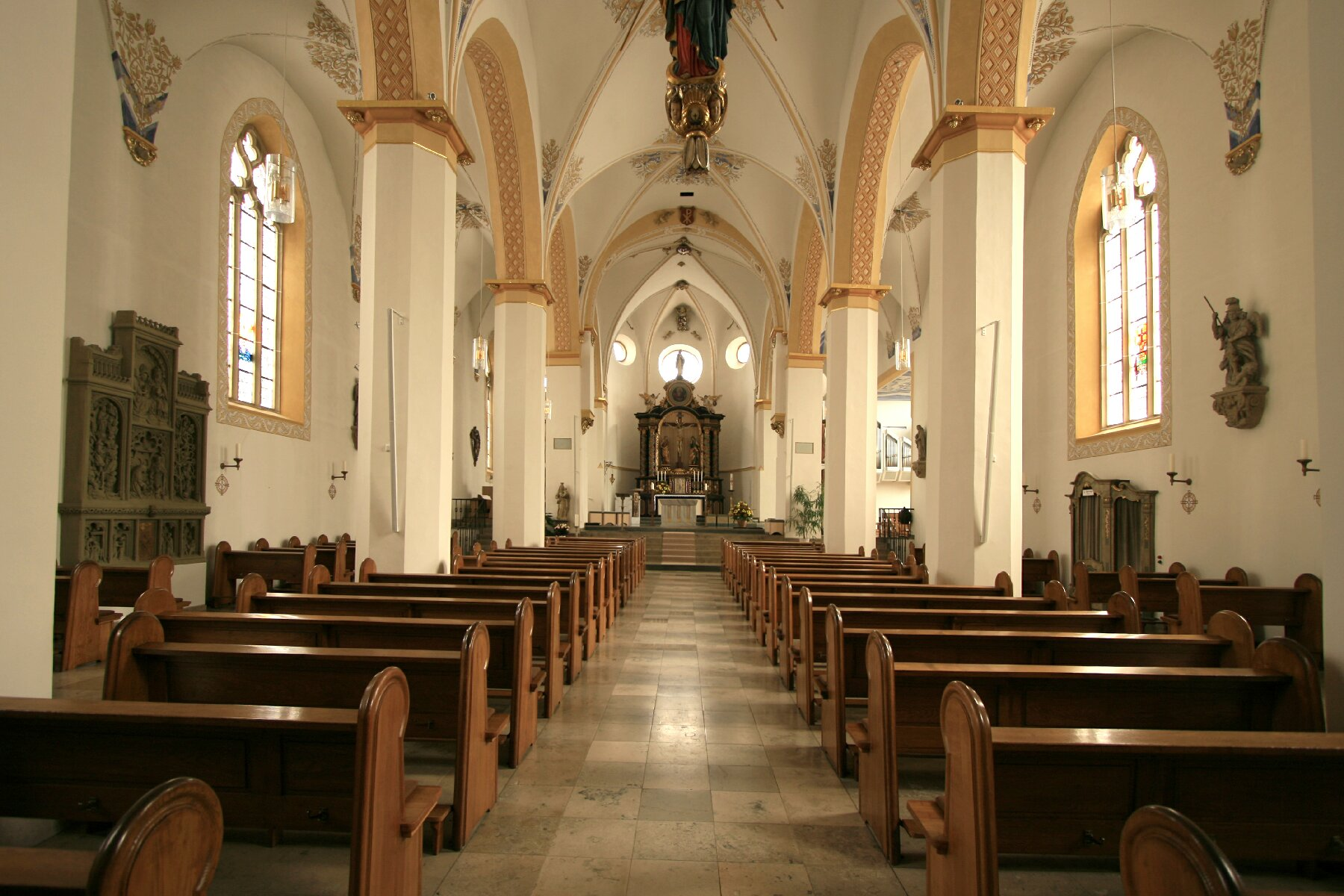
Innenansicht
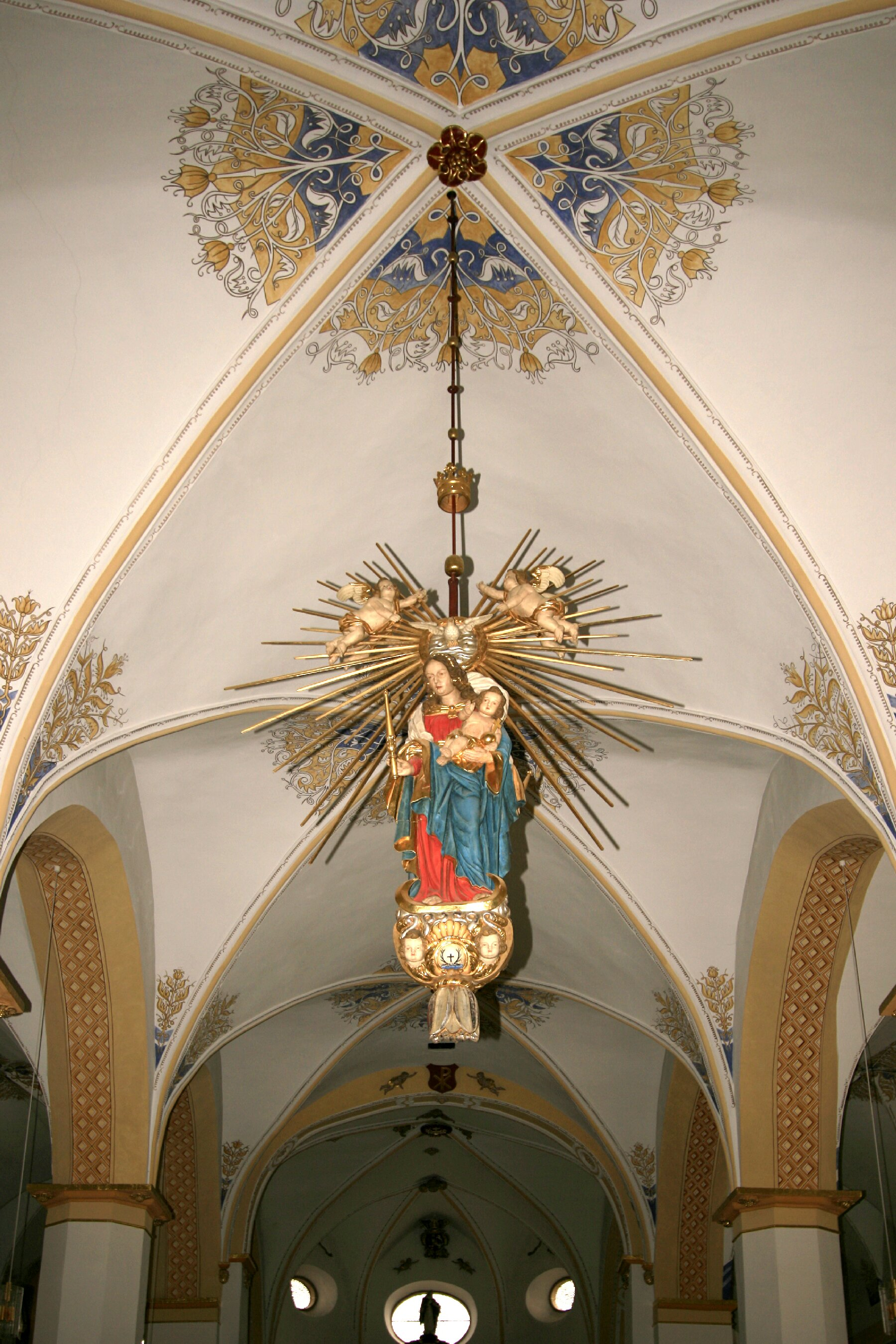
Strahlenmadonna

## Stiftsleiter

### Äbtissinnen
- Emhildis
- Thiezswied
- Gerberga
- Ida
- Adelheid
- Jutta
- Agnes von Arnsberg

### Pröpste
| Name                       |
| -------------------------- |
| Johannes von Arnsberg      |
| Walram von Arnsberg        |
| Wilhelm von Arnsberg       |
| Ludwig von Bilstein        |
| Wilhelm Freseken           |
| Heinrich von Blydelinctorp |
| Albert von Beringhausen    |
| Arnold von Beringhausen    |

| Name                           |
| ------------------------------ |
| Wrede von Beringhausen         |
| Arnold von Beringhausen        |
| Wilhelm von Westphalen         |
| Theodor von Westphalen         |
| Philipp von Westphalen         |
| Wilhelm von Westphalen         |
| Philipp von Westphalen         |
| Wilhelm zu Holstein-Schaumburg |

| Name                      |
| ------------------------- |
| Theodor von Fürstenberg   |
| Melchior von Plettenberg  |
| Friedrich von Fürstenberg |
| Johann von Fürstenberg    |
| Gottfried von Fürstenberg |
| Leopold von Caretto       |
| Guinaldus von Nuvolare    |
| Wilhelm von Fürstenberg   |

| Name                                |
| ----------------------------------- |
| Johann Werner de Veyder             |
| Marquard Anton von Neuforge         |
| Friedrich Christian von Fürstenberg |
| Johann Baptist von Monquintin       |
| Ferdinand Wilhelm von Bocholtz      |
| Franz Wilhelm von Bocholtz          |
| Clemens von Spiegel                 |
| Pastor Graf aus Remblinghausen      |